# トッド・レドモンド
トッド・リチャード・レドモンド（Todd Richard Redmond, 1985年5月17日 - ）は、アメリカ合衆国フロリダ州ピネラス郡セントピーターズバーグ出身の元プロ野球選手（投手）。右投右打。

## 経歴

### プロ入り前
2003年のMLBドラフトでカンザスシティ・ロイヤルズから40巡目（全体1182位）指名されたが、セント・ピーターズバーグ・カレッジへ進学した。

### パイレーツ傘下時代
2004年のMLBドラフトでピッツバーグ・パイレーツから39巡目（全体1162位）指名され、6月4日に契約。
2005年、傘下のA-級ウィリアムズポート・クロスカッターズでプロデビュー。15試合に登板し、1勝2敗・防御率1.98だった。
2006年はA級ヒッコリー・クロウダッズで27試合に登板し、13勝6敗・防御率2.75だった。
2007年はA+級リンチバーグ・ヒルキャッツ、AA級アルトゥーナ・カーブでプレー。A+リンチバーグ級では25試合に登板し、7勝12敗・防御率4.54だった。

### ブレーブス傘下時代
2008年3月26日にタイラー・イエーツとのトレードでアトランタ・ブレーブスへ移籍した。この年はAA級ミシシッピ・ブレーブスで28試合に登板し、13勝5敗・防御率3.52と好成績を残し、サザンリーグのMVPを受賞。オールスターチームにも選ばれた。オフの11月20日に40人枠入りを果たした。
2009年3月16日にブレーブスと1年契約に合意。同日にAAA級グウィネット・ブレーブスへ異動した。3月25日に40人枠を外れ、AAA級グウィネットへ降格した。この年はAAA級グウィネットで27試合に登板し、9勝6敗・防御率4.41だった。
2010年はAAA級グウィネットで28試合に登板し、9勝10敗・防御率4.26だった。5月28日のルイビル・バッツ戦ではノーヒットノーランを達成した。
2011年はAAA級グウィネットで28試合に登板し、10勝8敗・防御率2.92だった。オフの10月に開催されたグアダラハラパンアメリカン競技大会の野球アメリカ合衆国代表に選出された。11月2日にブレーブスとメジャー契約を結んだ。
2012年3月2日にブレーブスと1年契約に合意。3月18日にAAA級グウィネットへ異動した。6月17日にメジャー初昇格を果たしたが、登板のないまま6月20日に降格した。この年はAAA級グウィネットで18試合に登板し、6勝6敗・防御率3.58だった。

### レッズ時代
2012年7月14日にポール・ヤニッシュとのトレードでシンシナティ・レッズへ移籍。同日にAAA級ルイビルへ異動した。7月17日にメジャーへ昇格したが、登板のないまま7月18日にAAA級ルイビルへ降格した。7月31日に再び昇格したが、登板のないまま8月1日にAAA級ルイビルへ降格した。8月18日に再昇格し、同日のシカゴ・カブス戦で先発起用されメジャーデビュー。3回1/3を投げ、7安打4失点5四球と結果を残せず、メジャー初黒星を喫し、8月19日にAAA級ルイビルへ降格した。登録枠が拡大した9月4日にメジャーへ再昇格したが、登板はなかった。この年は1試合に登板し、0勝1敗・防御率10.80だった。AAA級ルイビルでは8試合に登板し、2勝5敗・防御率3.77だった。オフの11月26日にレッズと49万ドルの1年契約に合意した。
2013年2月1日にDFAとなった。

### ブルージェイズ時代
2013年2月8日にウェーバーでボルチモア・オリオールズへ移籍。3月16日にAAA級ノーフォーク・タイズへ異動した。3月22日にウェーバーでトロント・ブルージェイズへ移籍。同日にAAA級バッファロー・バイソンズへ異動した。5月29日にメジャーへ昇格。2試合に登板したが、結果を残せず、6月8日にAAA級バッファローへ降格した。7月2日に再昇格。7月7日のミネソタ・ツインズ戦で移籍後初先発し、5回を1安打2失点4四球に抑え、メジャー初勝利を挙げた。8月3日にAAA級バッファローへ降格したが、8月11日に再昇格した。この年は17試合に登板し、4勝3敗・防御率4.40だった。
2014年は初めて開幕ロースター入りを果たした。この年は42試合に登板し、1勝4敗1セーブ・防御率3.24だった。
2015年は4月に2試合に登板したが、防御率16.62と不調。16日にDFAとなり、26日にAAA級バッファローに異動した。5月18日にメジャー契約を結び、再昇格したが、翌19日に再びDFAとなった。6月22日に再びメジャー契約を結び、再昇格した。7月2日に三たびDFAとなった。7月5日にAAA級バッファローに異動した。オフに自由契約となり、11月25日にボルチモア・オリオールズとマイナー契約を結ぶ。

## 詳細情報

### 年度別投手成績
| 年 度    | 球 団    | 登 板 | 先 発 | 完 投 | 完 封 | 無 四 球 | 勝 利 | 敗 戦 | セ 丨 ブ | ホ 丨 ル ド | 勝 率 | 打 者 | 投 球 回 | 被 安 打 | 被 本 塁 打 | 与 四 球 | 敬 遠 | 与 死 球 | 奪 三 振 | 暴 投 | ボ 丨 ク | 失 点 | 自 責 点 | 防 御 率 | W H I P |
| -------- | -------- | ----- | ----- | ----- | ----- | -------- | ----- | ----- | -------- | ----------- | ----- | ----- | -------- | -------- | ----------- | -------- | ----- | -------- | -------- | ----- | -------- | ----- | -------- | -------- | ------- |
| 2012     | CIN      | 1     | 1     | 0     | 0     | 0        | 0     | 1     | 0        | 0           | .000  | 22    | 3.1      | 7        | 1           | 5        | 0     | 0        | 2        | 0     | 0        | 4     | 4        | 10.80    | 3.60    |
| 2013     | TOR      | 17    | 14    | 0     | 0     | 0        | 4     | 3     | 0        | 0           | .571  | 324   | 77.0     | 70       | 13          | 23       | 2     | 6        | 76       | 1     | 0        | 38    | 37       | 4.32     | 1.21    |
| 2014     | TOR      | 42    | 0     | 0     | 0     | 0        | 1     | 4     | 1        | 0           | .200  | 314   | 75.0     | 73       | 5           | 27       | 6     | 2        | 60       | 2     | 0        | 33    | 27       | 3.24     | 1.33    |
| 2015     | TOR      | 7     | 1     | 0     | 0     | 0        | 0     | 0     | 0        | 1           | ----  | 72    | 16.0     | 17       | 3           | 7        | 0     | 1        | 13       | 1     | 0        | 13    | 13       | 7.31     | 1.50    |
| MLB：4年 | MLB：4年 | 67    | 16    | 0     | 0     | 0        | 5     | 8     | 1        | 1           | .385  | 732   | 171.1    | 167      | 22          | 62       | 8     | 9        | 151      | 4     | 0        | 88    | 81       | 4.25     | 1.34    |

- 「-」は記録なし

### 背番号
- 58 (2012年 - 2015年)

### 代表歴
- 2011年パンアメリカン競技大会野球アメリカ合衆国代表